# Somos Todos Iguais
Somos Todos Iguais é um álbum de estúdio da cantora e compositora brasileira Elza Soares, lançado em 1985 pela Som Livre e com produção musical de Pedrinho da Luz e Glaucus Xavier.

## Antecedentes
Depois de dois álbuns de pouca notoriedade lançados pela CBS e vários problemas pessoais que culminaram no fim do casamento e a morte de Garrincha, Elza Soares cogitou encerrar a carreira. Com dificuldades financeiras e artísticas, a cantora procurou Caetano Veloso. Anos mais tarde, Elza diria que o músico salvou sua carreira.
Foi uma época que eu queria parar de cantar, estava em SP trabalhando em um circo para comprar leite pro meu filho e farinha. Trabalhei em um circo. Caí nos braços do Caetano, chorando, disse: 'parei de cantar, vou trabalhar em um orfanato, lá sei que meu filho come, lá não vai existir nenhum preconceito, não quero cantar mais, quero parar de cantar'. Caetano disse: 'você não vai parar de cantar. Uma abelha rainha não destrói uma colmeia', uma coisa assim. 'E você não pode destruir isso. Você é responsável por muita coisa'. Aí ele falou pra eu voltar pro Rio, me ligou e disse: 'vou te pegar hoje e vou te levar uma coisa pra fazer algo comigo'. E foi quando gravei "Língua" com ele. Foi quando teve o ressurgimento de Elza Soares. Foi ali que voltei a ter coragem pra enfrentar o meio artístico.

## Produção
Com produção musical de Pedrinho da Luz e Glaucus Xavier, Somos Todos Iguais mistura o samba com artistas de fora do gênero, como Cazuza e Frejat. O cantor Caetano Veloso participa em "Sophisticated Lady".

## Lançamento e recepção
| Críticas profissionais | Críticas profissionais |
| Avaliações da crítica  | Avaliações da crítica  |
| Fonte                  | Avaliação              |
| ---------------------- | ---------------------- |
| Notas Musicais         | [ 4 ]                  |

Somos Todos Iguais foi lançado em 1985 pela Som Livre. Retrospectivamente, o álbum recebeu uma avaliação mista de Mauro Ferreira, em seu portal Notas Musicais. Para ele, o álbum é melhor que os anteriores da cantora, mas que "a produção de Pedrinho da Luz e Glaucus Xavier não valorizou bom repertório que combinou música de Cazuza, dueto com Caetano Veloso e sambas de Jorge Aragão, Sombrinha, Noca e Martinho da Vila".
Em 2010, o álbum foi relançado em CD pelo selo Discobertas.

## Faixas
A seguir lista-se as faixas, compositores e durações de cada canção de Somos Todos Iguais:
| Lado A |                             |                                                       |         |  |
| N.º    | Título                      | Compositor(es)                                        | Duração |  |
| 1.     | "Osso, Pele e Pano"         | Jorge Aragão                                          | 3:52    |  |
| 2.     | "Mais uma Vez"              | Carlos Dafé Lourenço                                  | 3:39    |  |
| 3.     | "Da Fuga Fez Sua Verdade"   | Adilson Victor Sereno Sombrinha                       | 4:13    |  |
| 4.     | "Cacatua"                   | Ronaldo Barcellos                                     | 3:41    |  |
| 5.     | "Daquele Amor, nem Me Fale" | João Donato Martinho da Vila                          | 2:42    |  |
| 6.     | "Heróis da Liberdade"       | Silas de Oliveira Mano Décio da Viola Manoel Ferreira | 3:28    |  |

| Lado B |                                             |                                                               |         |  |
| N.º    | Título                                      | Compositor(es)                                                | Duração |  |
| 1.     | "Somos Todos Iguais"                        | Elza Soares                                                   | 3:21    |  |
| 2.     | "Antes do Sol"                              | Ronaldo Barcellos Pi                                          | 4:43    |  |
| 3.     | "Sophisticated Lady" (part. Caetano Veloso) | Irving Mills Mitchell Parish Duke Ellington Augusto de Campos | 4:45    |  |
| 4.     | "Exagero"                                   | Soares Glaucus Xavier                                         | 2:07    |  |
| 5.     | "Milagres"                                  | Frejat Denise Barroso Cazuza                                  | 3:42    |  |